# Funeral (Glee)
«Funeral» es el vigésimo primer episodio de la segunda temporada de la serie de televisión estadounidense Glee y el cuadragésimo tercero de su cómputo general. Fue emitido por la cadena Fox en Estados Unidos el 17 de mayo de 2011. El episodio contará nuevamente con Jonathan Groff.
El episodio recibió una amplia gama de críticas, desde muy entusiastas hasta duramente críticas. Las actuaciones de las cinco canciones que se cubrieron fueron en general populares, aunque tener cuatro de ellas organizadas como una serie de audiciones en medio del espectáculo se desaprobó. Las cinco canciones fueron lanzadas como singles, y tres de ellas fueron incluidas en el Billboard Hot 100.
Tras su emisión inicial, este episodio fue visto por 8,97 millones de espectadores estadounidenses y obtuvo una cuota en pantalla de 3.6/10 en el grupo demográfico de 18–49. La audiencia total y las calificaciones para este episodio bajaron ligeramente desde el episodio anterior, "Prom Queen". Lynch fue nominada a Mejor Actriz de Reparto en una Serie de Comedia en la 63.ª edición de los Premios Primetime Emmy por su trabajo en el programa.

## Sinopsis
Will Schuester (Matthew Morrison), director de New Directions, el club de júbilo de McKinley High School, contrata a Jesse St. James (Jonathan Groff), un exalumno del campeón rival glee club Vocal Adrenaline, como asesor para ayudarlos a desarrollar una estrategia. para ganar el próximo concurso de nacionales. Jesse convence a Will de usar la metodología de Vocal Adrenaline, que consiste en identificar al mejor actor del club y centrar la actuación completa en esa persona, y Will decide realizar audiciones para determinar quién será presentado. Santana López (Naya Rivera), Rachel Berry (Lea Michele), Mercedes Jones (Amber Riley) y Kurt Hummel (Chris Colfer) audicionan, con Jesse y Will como jueces. Jesse es muy crítico con las actuaciones de Santana, Kurt y Mercedes, mientras que elogia la actuación de su exnovia Rachel. Le dice a Will que Rachel es la clara ganadora, lo que enoja a los otros tres. En última instancia, Will decide ignorar los consejos de Jesse y, en cambio, planea hacer para los Nacionales lo que les dio la victoria en la competencia Regional: hacer que todo el grupo cante canciones originales.
La entrenadora de porristas Sue Sylvester (Jane Lynch) está profundamente enojada por la muerte de su hermana, Jean (Robin Trocki). Ella arremete contra un vuelo del club Glee a los Nacionales en la ciudad de Nueva York, por lo que tiene una escala en Trípoli devastada por la guerra y expulsa a Becky Jackson (Lauren Potter) de los Cheerios. Sue le permite a Finn Hudson (Cory Monteith) y Kurt planear el funeral de Jean y ayudarla a ordenar las pertenencias personales de Jean, y acepta que el club Glee se presente en el funeral, ya que ella cree que nadie asistirá de otra manera. Mientras revisa las pertenencias de Jean, Finn y Kurt descubren que su película favorita es Willy Wonka y la fábrica de chocolate, y organizan un funeral inspirado en la película. En el funeral, una Sue emocional no puede continuar leyendo su elogio después de unas pocas oraciones, y Will lee el resto por ella. El club Glee luego canta "Pure Imagination", el tema principal de la película. Tocada por el apoyo de Will, Sue más tarde le dice que él es un buen amigo y que tiene lo que Jean tenía y ella no: un corazón puro. Ella dice que ya no intentará destruir el club Glee y anuncia que planea postularse para la Cámara de Representantes de los Estados Unidos. Por primera vez, ella le desea buena suerte. Sue también se disculpa con Becky, la reincorpora como miembro de los Cheerios y le dice que será la capitana de la escuadra en el otoño. Sue pide y recibe un abrazo de Becky.
Finn se da cuenta de sus verdaderos sentimientos por Rachel durante el funeral y rompe con Quinn Fabray (Dianna Agron) después. Más tarde, le da las gracias por no abandonar el club de júbilo debido a su ruptura; Quinn le dice que dejar de fumar habría arruinado sus "grandes planes" para Nueva York, y se niega a decirle cuáles son. Finn ve a Jesse y Rachel compartiendo un breve beso en el escenario; después de que se van, él trae una flor de detrás de su espalda. La exesposa de Will, Terri (Jessalyn Gilsig), quien ayudó al plan de Sue para sabotear los vuelos del club Glee, le da a Will boletos de avión de primera clase para todo el club de Nueva York, revelando que eran una donación de un ejecutivo de la aerolínea. Ella le dice que se muda a Miami para comenzar de nuevo con su vida y para continuar con su carrera de administración minorista, y se despiden.

## Recepción

### Audiencia
"Funeral" fue emitido el 17 de mayo de 2011 en los Estados Unidos por Fox. Se obtuvo una calificación 3.6/10 en el grupo demográfico 18-49, y recibió 8,97 millones los espectadores estadounidenses durante su emisión inicial, a pesar de transmitirse de forma simultánea con el final de temporada de NCIS en CBS, The Biggest Loser en NBC, Dancing With las Estrellas Freestyle Especial de ABC, y el One Tree Hill final de la temporada en The CW. La audiencia total y puntuaciones para este episodio se redujeron ligeramente de las del episodio anterior, "Prom Queen", que fue visto por 9,29 millones los espectadores estadounidenses y adquirió una calificación de 3.7/11 en el grupo demográfico 18-49. En Australia, el episodio fue visto por 1.070.000 espectadores, lo que Glee el séptimo programa más visto de la noche. En el Reino Unido, el episodio fue visto por 2.185.000 espectadores (1.758 millones de E4, y 427.000 en la E4 +1), convirtiéndose en el programa más visto en la E4 y E4 1 de la semana, y el programa más visto en el cable para la semana.

### Crítica
"Funeral" fue recibido con una amplia gama de opiniones. Lisa Respers Frances de la CNN dijo que era "uno de los mejores episodios de siempre", y Aly Semigran de MTV calificó al episodio de "auténtica" y "uno de los mejores" de la temporada, si no de la serie en su conjunto. Robert Canning de IGN escribió que era "un gran episodio que realmente mostró los talentos de Jane Lynch" y la calificó 8.5 de 10.  Erica Futterman de Rolling Stone dijo que el episodio "se sentía como un reciclado", y añadió que el espectáculo "no es tan entretenido cuando es simplemente un escaparate". Todd VanDerWerff de The AV Club le dio al episodio una "C" y se caracteriza la escena del funeral como "el punto culminante de un episodio irregular". Kevin Fallon de The Atlantic escribió: "Acabar con la hermana de Sue parecía cruel, pero al final valió la pena, es una lástima que el episodio completo descarriló después". Anthony Benigno de The Faster Time tenía poco bueno que decir, y señaló a los escritores para hacer "un trabajo de mierda" en el penúltimo episodio de la temporada.
Lynch en el papel de Sue recibió grandes elogios por su actuación. Canning escribió que "robó el episodio" y "perfectamente retratado a una mujer [cuyo] corazón duro estaba tratando terrible de no romper en lagrimas". John Kubicek de BuddyTV dijo, "es imposible que me dicen que Lynch no fue excepcional, ya que su deterioro lento y a la vez tratando de encubrir sus emociones que se hizo bien encajan perfectamente con el personaje". Respers Frence comentó que "llegamos a ver el alcance y la complejidad de Sue Sylvester ", y Sandra González, de la revista Entertainment Weekly, dijo que Lynch hizo un "excelente trabajo de entregar hasta las más divertidas bromas en una tristeza profunda". La caracterización de Sue en el capítulo fue criticada por varios críticos, sin embargo . Amy Reiter de Los Angeles Times señaló que la "incoherencia coherente del personaje de Sue se está agotando". VanDerWerff escribió que el episodio "se siente muy conscientemente como una manera de eliminar sólo a un personaje de la mesa para la final de la temporada". Fallon describe la trama del funeral como "puro, clásico: flagrantemente al azar, emocionalmente manipulador, totalmente innecesario para el desarrollo del argumento, y, al final, profundamente conmovedor".
La trama secundaria, acerca de las audiciones para solista para New Directions para las Nacionales, fue duramente criticado. Canning calificó como un "drama falso", aunque añadió que Jesse fue "una delicia para despreciar", y VanDerWerff dijo que era "completamente ridículo que ver esto". Bobby Hankinson de Houston Chronicle también hizo encapie en la falta de preparación para la próxima competencia y declaró que parecía "como una muy mala idea". Dijo que los cuatro números de la audición eran "torpes", aunque pensó a la vez que eran "fantásticos"; Reiter también opinó que "se destacó como las gemas en un episodio un tanto turbio". Canning y VanDerWerff también criticó al bloque de cuatro canciones en el medio del episodio que, como VanDerWerff dijo, "se detiene el frío espectáculo". James Poniewozik de The Time no estaba contento por otra razón totalmente : "Tener a cuatro personas de pie y cantar solos en un micrófono puede ser música, pero no es un musical".
Poniewozik escribió de los planes de Will en Broadway y dijo que "sus ambiciones, y la culpa sobre ellos y un conflicto mucho más creíble y convincente que Matthew Morrison ha tenido que transportar durante gran parte de la temporada". VanDerWerff felicitó a Morrison en su papel de voluntad. Otros de los actores fueron proporcionados por Respers Frence, quien destacó la "actuación más sólida" que se ve en Finn y Quinn, y  Jenna Mullins de la revista E! Online, calificó la escena en la que Finn y Kurt ayudan a Sue con el cuarto de su hermana como "desgarrador".

### Música
Aunque se cuestionó la colocación de los cuatro solos juntos en medio del episodio, las canciones en sí fueron recibidas con aprobación: La interpretación de Santana de "Back to Black" fue declarada "perfecta" por Futterman, y Raymund Flandez, de The Wall Street Journal, escribió que fue interpretada "con una sensibilidad ronca" y que "profundizó en la verdad emocional de la canción".Kubicek fue menos entusiasta y la calificó de "bastante buena, pero nada rompedora o especial", y Semigran la calificó de "decente". Benigno dijo que "la interpretación de Rivera da a esta canción su ardiente arrogancia" y le dio un "sobresaliente", y Poniewozik elogió a Rivera por ser "realmente impresionante".
"Some People" recibió críticas entre adecuadas y buenas. González echó de menos el carisma habitual de Kurt y consideró la actuación "un poco deslucida", y Benigno la calificó de "versión aburrida". Recibió sus notas más bajas del programa, "B" y "B-", respectivamente. Kubicek declaró: "Kurt tiene una voz única que suena positivamente hermosa con la canción melódica adecuada, pero ésta es una canción terrible para su estilo", y Brett Berk, de Vanity Fair, añadió, tras darle dos de cinco estrellas, que no era "el mejor escaparate del talento de Kurt". Futterman y Reiter se refirieron con aprobación al "registro superior" de Kurt, y tanto Reiter como Respers France dijeron que "lo rasgó" en su canción.
"Try a Little Tenderness" recibió un torrente de ramos de flores de la crítica. Kubicek alabó que Mercedes "diera el 100% de lo que tiene que ofrecer, que es pura grandeza", y Respers France dijo que "robó la noche" y estuvo "increíble". Berk rompió su propia escala de una a cinco estrellas con seis estrellas, y alabó "el instrumento inagotable que es la voz de Mercedes". González le dio un sobresaliente y la calificó de "pura perfección", pero Benigno fue más comedido con un notable alto, y escribió que "pega un poco demasiado fuerte para mi gusto" y que "la voz... amenaza con engullir la propia canción".
"My Man" también recibió elogios. Flandez la calificó de "rompecorazones", y Futterman resumió: "clava el cierre de Funny Girl, convirtiéndola en una de las mejores actuaciones de Rachel en el programa". Berk la calificó de "buena canción" y le dio tres estrellas de cinco, y González le dio un "sobresaliente". Benigno fue más generoso con una nota de "sobresaliente", y dijo: "incluso para los estándares de Lea Michele, las voces aquí son jodidamente fantásticas". Hankinson coincidió: "Rachel ha clavado la canción más difícil que ha cantado nunca".
El único número del grupo, "Pure Imagination", recibió críticas que se referían tanto a la canción en sí como a la actuación. Fallon la calificó de "inquietante pero conmovedora" y Poniewozik la describió como "extraña pero perfecta". Berk, por su parte, la calificó de "pura basura". Benigno opinó que, aunque la canción era "realmente buena", la "estupidez de la escena" en la que aparecía le restó mérito, lo que le valió una nota de "B+", mientras que González, cuando la calificó con un "A-", dijo que no había sido una "gran fan de la portada" cuando la escuchó antes de la emisión del programa, pero que le gustó en su contexto. Futterman escribió: "The New Directions rompen en una contenida y tierna toma de "Pure Imagination" con exuberantes armonías en el coro que es exactamente adecuado para el momento".